# Сеок (Иссык-Кульская область)
Сеок (кирг. Сөөк) — село в Джети-Огузском районе Иссык-Кульской области Кыргызстана. Входит в состав Барскоонского аильного округа. Код СОАТЕ — 41702 210 815 04 0

## Население
По данным переписи 2022 года, в селе проживало 8 человек.